# Episodi di Doraemon (serie animata 2005) (sesta stagione)
Questa è la lista degli episodi della sesta stagione dell'anime 2005 di Doraemon.
In Giappone è stata trasmessa su TV Asahi, dall'8 gennaio al 17 dicembre 2010. In Italia è stata trasmessa su Boing, dal 1º maggio al 3 novembre 2017.

## Episodi
| Nº  | Titolo italiano Giapponese 「Kanji」 - Rōmaji | In onda           | In onda                        |
| Nº  | Titolo italiano Giapponese 「Kanji」 - Rōmaji | Giapponese        | Italiano                       |
| 166 | L'orologio adesivo triplica tempo 「長い長いお正月」 - Nagai nagai oshōgatsu | 8 gennaio 2010    | 1º maggio 2017                 |
| 166 | Nobita è triste per la fine delle festività legate a Capodanno. Di conseguenza, Doraemon presta a Nobita un orologio adesivo capace di triplicare la realtà: indossando l'orologio, un'ora ne equivale a tre, e via dicendo. Grazie ad esso, Nobita riesce a divertirsi: stupisce i suoi amici giocando perfettamente a volano e risolvendo velocemente un gioco di carte. Tuttavia, il ragazzo ha moltissima fame: invece di aspettare 5 ore per la cena, è costretto ad aspettarne 15, ma, alla fine dell'attesa e per colpa dell'orologio, non riuscirà a mangiare. Nobita così perde la pazienza e chiede così a Doraemon di prestargli un orologio per accelerare il tempo: vuole infatti, tramite numerosi chiusky simili a quello, giungere rapidamente al Capodanno dell'anno successivo. |                   |                                |
| 167 | Nobita, babysitter nei guai 「大パニック！スーパー赤ちゃん」 - Dai panikku! Sūpā akachan | 15 gennaio 2010   | 2 maggio 2017                  |
| 167 | La madre di Nobita deve badare al bambino della sua amica, tuttavia deve uscire per una commissione: lo affida così a Doraemon e Nobita. Quest'ultimo, per intrattenere il bambino, gli fa mangiare una caramella: solo dopo scopre che essa - detta caramella power - è capace di aumentare smisuratamente la forza di chi la mangia. Di conseguenza, per cercare di tenere fermo il bambino, i due finiscono per distruggere l'intera casa. Sopraggiungono anche Gian e Suneo, ma neppure il loro aiuto è risolutivo. Oltre a ciò, due ladri cercano di svaligiare l'abitazione: l'intervento del piccolo li mette tuttavia in fuga e, con l'aiuto finale di Nobita che insegue i malviventi, fuggono terrorizzati. Tornando, incontrano la mamma che si complimenta per come hanno badato al bambino: solo dopo si accorge dei giganteschi danni alla loro casa, e decide di punirli. |                   |                                |
| 168 | Il robot-critico positivo 「ほめればのび太も芸じゅつ家」 - Homereba Nobita mo geijutsu ieLa strada migliore 「右か左か人生コース」 - Migi ka hidari ka jinsei kōsu | 22 gennaio 2010   | 3 maggio 2017                  |
| 168 | Nobita e i suoi amici mostrano i loro disegni allo zio di Shizuka, un importante critico d'arte. Egli loda quelli di tutti, tranne quello di Nobita, tanto che il ragazzo torna a casa sconsolato: Doraemon gli presta così un chiusky capace di convincere tutti che una data opera è meravigliosa: grazie ad essa, sorprende con un brutto disegno i suoi genitori, tuttavia, nel recarsi dallo zio di Shizuka, perde il chiusky. Lo trova il gatto di Suneo, che lo accende, proprio mentre la madre del ragazzo stava osservando una macchia che il figlio aveva fatto sulla tovaglia, che diventa rapidamente un'opera d'arte.Nobita vuole andare da Shizuka, tuttavia, consapevole della sua sfortuna, non sa quale strada prendere. Doraemon gli presta un chiusky per prevedere gli eventi futuri, ma capitano comunque numerose disavventure al ragazzo, tanto che ad un certo punto sembra essere sul punto di arrendersi. Doraemon racconta allora che anche Oiwa, un pugile giapponese di cui gli aveva precedentemente parlato, era diventato famoso non solo con la fortuna, ma anche grazie all'impegno. Nobita decide così di arrivare a tutti i costi da Shizuka, sebbene sia ostacolato dal vento, dal maestro, da un cane che lo vuole mordere e dai suoi amici/nemici Gian e Suneo. |                   |                                |
| 169 | Il cerchietto scaccia-freddo 「風の子バンド」 - Kaze no ko bandoLa macchina realizza desideri 「やりすぎ！のぞみ実現機」 - Yarisugi! nozomi jitsugen ki | 29 gennaio 2010   | 4 maggio 2017                  |
| 169 | Nobita vuole uscire per far volare il proprio aquilone, tuttavia Doraemon è riluttante a causa del freddo. Per aiutare l'amico a superare il problema, Nobita gli propone di usare uno dei suoi chiusky: indossa così un cerchio che si stringe ogni volta che sente la parola "freddo" o "gelo", anche se detta da una persona che non lo indossa. Per il tempo, moltissime persone pronunciano però quelle due parole, portando Doraemon a soffrire dolori atroci. Passate tre ore, quest'ultimo può togliersi il cerchio: lo lancia così in aria dalla felicità, ma per sbaglio ricade sulla sua testa, riportandolo così alla situazione di partenza.Poiché il maestro ha detto a Nobita che, se non avesse preso almeno 50/100 nella verifica del giorno dopo, lo avrebbe bocciato, il ragazzo è disperato. Doraemon gli mostra una macchina per realizzare desideri, che tuttavia si dimostra inaffidabile, data la difficoltà nel regolarla. Il gatto robot chiede un dorayaki, ma la sorella Dorami gliene porta uno troppo grande. Nobita invece cerca di vendicarsi per un torto fattogli da Gian e di mangiare del ramen, con pessimi risultati in entrambi i casi: nel primo, il chiusky sta quasi per far investire Gian da una macchina; nel secondo, la famiglia di Nobita rischia di essere trasferita nel luogo in cui il ramen è un piatto tipico. Decide tuttavia, sebbene Doraemon glielo sconsigli, di utilizzare la macchina per non effettuare la verifica: inizialmente la regola al massimo, per scoprire poi che la città sarebbe stata distrutta da un tornado; regola così il chiusky al minimo. Il giorno seguente non si sveglia in tempo e arriva a scuola quando la verifica è terminata: il desiderio così si realizza, ma viene comunque punito dal maestro. |                   |                                |
| 170 | Un regalo per Suneo 「豪華！スネ夫のビンボーバースデー」 - Gouka! Suneotto no binbō bāsudē | 5 febbraio 2010   | 5 maggio 2017                  |
| 170 | Suneo invita i suoi amici alla propria festa di compleanno, tuttavia questi non sanno che regalo fargli, poiché il ragazzo ha già praticamente tutto. Così, Nobita gli regala un salvadanaio; Shizuka dei biscotti fatti in casa; Gian dei buoni "animo", da usare se non vuole essere picchiato. Tuttavia Suneo dimostra di avere già quei regali, ma migliori, suscitando così l'ira degli amici che se ne vanno. Il ragazzo chiede allora a Doraemon di poter vivere una vita senza soldi, per essere al pari degli altri: la famiglia del ragazzo, dopo un momento d'incertezza, riesce però ad ambientarsi perfettamente e Suneo riserva agli amici, ritornati da lui per festeggiare, lo stesso precedente trattamento, cosa che fa infuriare nuovamente Nobita, Shizuka e Gian. In seguito, questi ultimi gli concedono un'altra possibilità: tuttavia Suneo, a causa della superbia, offende di nuovo - senza accorgersene - i sentimenti dei tre, che si arrabbiano duramente con lui. |                   |                                |
| 171 | Lo scivolifero 「ツルリン！先生がとまらない」 - Tsururin! Sensei ga tomaranaiNobita milionario 「大富豪のび太」 - Dai fugō Nobita | 19 febbraio 2010  | 8 maggio 2017                  |
| 171 | La madre di Nobita deve trasportare un grosso pacco, ma non sa come fare. Doraemon usa quindi lo scivolifero, un chiusky a forma di scopa capace di rendere sdrucciolevole il terreno su cui viene passato. Nobita inizialmente lo usa a fin di bene, liberando la strada da una macchina che impediva l'accesso al parco. Tuttavia, sapendo che il maestro ha intenzione di recarsi a casa sua per parlare con i genitori, decide di usare il chiusky per ostacolarlo: i suoi tentativi risultano però vani e viene così rimproverato duramente.Lo zio di Nobita regala al ragazzo un fumetto, con all'interno una banconota da 10.000 yen. Dopo essere venuto a sapere che nel passato si potevano comprare più cose con meno soldi, Nobita chiede a Doraemon di usare l'esaudifono per abbassare i prezzi di mercato, mantenendo tuttavia invariato il valore della banconota e diventando di conseguenza milionario. Riesce così a rendere felici i propri amici, tuttavia Suneo gli dice che "i soldi portano guai": l'affermazione dell'amico risulta vera quando, tornato a casa, la scopre letteralmente "assediata" da numerose persone che vogliono convincere i genitori di Nobita a spendere i loro soldi. Il ragazzo decide così di annullare tramite il chiusky la sua precedente richiesta. |                   |                                |
| 172 | Il trasloco 「ペタンコローラーでおひっこし」 - Petankorōrā de ohikkoshiIl chiusky che ti prende alla lettera 「のび太の耳にタコができる話」 - Nobita no mimi ni tako ga dekiru hanashi | 12 marzo 2010     | 4 settembre 2017               |
| 172 | Nobita, Suneo e Gian vengono invitati dal cugino di quest'ultimo a mangiare una torta: essa è tuttavia un pretesto per costringerli ad aiutarlo a traslocare. Tuttavia egli è costretto ad assentarsi per un impegno, e anche Gian e Suneo si defilano, lasciando Nobita da solo; grazie ad un chiusky capace di trasformare gli oggetti tridimensionali in semplici immagini, Doraemon riesce però ad aiutare l'amico rendendo il trasloco veloce e divertente. Ore dopo, Gian e Suneo decidono di verificare il lavoro di Nobita ma, trovando l'appartamento vuoto, credono di avere sbagliato casa: riportano così tutto l'arredamento nell'appartamento precedente, scatenando l'ira del cugino.Doraemon, per mostrare a Nobita le conseguenze della sua pigrizia, usa un chiusky capace di trasformare i detti in realtà. Nobita lo porta con sè e ha modo di sperimentarlo in numerose situazioni, tuttavia - credendo di avere preso 0 in un compito in classe - viene rapidamente avvolto da una nuvola nera di pessimismo; il maestro si congratula però con Nobita per il buon voto che ha preso, rendendo il ragazzo di nuovo felice. |                   |                                |
| 174 | Una gita avventurosa 「のび太の遠足サバイバル」 - Nobita no ensoku sabaibaru | 23 aprile 2010    | 5 settembre 2017               |
| 174 | Il maestro di Nobita porta i suoi alunni a fare una gita in montagna con l'obiettivo di esplorare, divisi in gruppi, la natura. Per aiutare Nobita, Doraemon gli presta uno spray capace di potenziare persone, animali e cose; tuttavia, dopo aver combinato vari scherzi, il chiusky viene rubato da alcune scimmie. Esse usano il gadget per potenziarsi e cercare di rubare a Nobita e ai suoi amici (Dekisugi, Shizuka, Gian e Suneo) il cibo che avrebbero dovuto mangiare arrivati sulla vetta. Dopo varie peripezie tra cui la perdita accidentale del cibo, il gruppo riesce comunque a vincere le scimmie e ad arrivare in cima alla montagna. |                   |                                |
| 175 | La bambola ridarella 「呪いのワラい人形」 - Noroi no warai ningyōUna corda per amico 「細く長い友だち」 - Hosoku nagai tomodachi | 30 aprile 2010    | 6 settembre 2017               |
| 175 | Nobita, Gian, Suneo, Yasuo e Haruo giocano al gioco del non ridere; Nobita però sbaglia sempre e viene per questo deriso. Tornato a casa, Doraemon gli presta una bambola capace di far ridere le persone: Nobita la usa per vendicarsi, facendo in particolare sgridare Gian e Suneo dal maestro. Successivamente, incontra un ragazzo giù di morale che è stato inoltre lasciato dalla sua fidanzata: facendolo ridere, Nobita gli ridà fiducia, facendogli superare i suoi problemi. Il ragazzo si reca infine da Shizuka, con la quale aveva precedentemente litigato; per sbaglio la bambola fa però ridere Nobita, facendo ri-arrabbiare Shizuka.I genitori di Nobita si devono assentare da casa per due giorni, per andare ad un matrimonio. Poiché anche Doraemon deve tornare nel futuro per risolvere una questione urgente, questo affida a Nobita una corda capace di badare a lui. Essa riesce a controllare la casa, ad aiutare il ragazzo a giocare a baseball e a far divertire sia lui che i suoi amici, oltre che a cucinare benissimo. Doraemon, preoccupato per l'amico, decide di tornare prima del previsto: scopre però che Nobita non sente la sua mancanza e che si trova benissimo, rimanendo così deluso. |                   |                                |
| 176 | La scatola del tesoro 「むかしのママはのび太!?」 - Mukashi no mama wa Nobita!? | 7 maggio 2010     | 11 settembre 2017              |
| 176 | La madre di Nobita butta via delle cose che reputa inutili, tra cui una vera e propria 'scatola del tesoro' nella quale si trovano oggetti vecchi e rotti ai quali Nobita è però affezionato. Grazie al megafono torna indietro tutti gli oggetti ritornano al ragazzo, ma Tamako decide di buttarli via di nuovo per far imparare al figlio l'importanza dell'ordine. Per scoprire se anche sua madre era ordinata da piccola, Nobita decide di tornare indietro nel tempo. Il ragazzo arriva nel giorno in cui Tamako deve salutare la sua amica Michiko e deve restituirle un libro, che però ha gettato via per sbaglio: con l'aiuto di Nobita e Doraemon - che aveva scambiato all'inizio per due ladri - riesce a ritrovarlo e ad arrivare in tempo dall'amica, che decide di lasciarle il libro come ricordo. Nel frattempo, nel presente, la madre di Nobita ritrova il libro: dopo essersi ricordata di quanto era importante per lei quell'oggetto, decide di recuperare la 'scatola del tesoro' e le altre cose che aveva buttato via a Nobita. Tornato a casa, quest'ultimo ringrazia la madre e si riconcilia con lei. |                   |                                |
| 177 | I punti deboli 「ジャイアンに苦手を作れ」 - Jaian ni nigate wo tsukureSempre il migliore 「出木杉にも苦手を作れ」 - Dekisugi ni mo nigate wo tsukure | 14 maggio 2010    | 13 settembre 2017              |
| 177 | Gian e Suneo prendono in giro Nobita a causa dei suoi punti deboli; sebbene Doraemon ritenga che le paure debbano essere affrontate, decide di prestargli un chiusky per farlo vendicare, capace di far temere a una persona una certa cosa. Nobita rende così ridicoli Gian e Suneo, facendo avere loro paura, rispettivamente, di un cagnolino e di un gatto. Tuttavia i due si impossessano del chiusky e rendono a sua volta ridicolo Nobita davanti a Shizuka e alle sue amiche. Quest'ultimo decide allora di vendicarsi definitivamente contro i due bulli, ma a causa di un errore di ortografia l'effetto del chiusky non funziona e viene picchiato.Nobita è invidioso della bravura di Dekisugi, che è sempre il migliore. Decide così di utilizzare lo stesso chiusky con cui voleva vendicarsi di Gian e Suneo: fa temere al ragazzo la palla da baseball, l'aranciata e un cagnolino, ma grazie ad alcuni colpi di fortuna Dekisugi riesce a cavarsela. Insoddisfatto, Nobita fa in modo che temi il compito in classe e lo sfida a chi tra i due avrebbe preso il voto migliore: seppur rispondendo a caso, Dekisugi riesce a prendere 100 anche nel compito in classe, rendendo Nobita completamente ridicolo davanti a tutti. |                   |                                |
| 178 | L'albero dei bambini 「しずかちゃんとおじいの木」 - Shizuka chan to ojii no ki | 21 maggio 2010    | 18 settembre 2017              |
| 178 | Shizuka scopre che il vecchio albero di ciliegio sulla collina dietro la scuola, a cui tutti i ragazzi e gli adulti della zona sono affezionati, sta per essere abbattuto: con l'aiuto di Nobita e Doraemon decide così di impedirlo, prendendo tempo con vari espedienti. Grazie ad uno speciale liquido Doraemon riesce a far muovere da solo l'albero, con lo scopo di farlo arrivare in un luogo adatto a lui; tuttavia quest'ultimo, dopo aver girato la città per ringraziare a suo modo tutte le persone che avevano giocato con lui da piccole, decide di tornare sulla collina. I tre decidono, tramite un chiusky, di comunicare con lo spirito dell'albero: egli confida che è arrivato per lui il momento di farsi da parte e per ringraziarli fiorisce un'ultima volta. Il mattino successivo il ciliegio viene abbattuto; Shizuka, Nobita e Doraemon notano però che dal tronco è già nato un germoglio e questo li rende felici. |                   |                                |
| 179 | Il contrariomatico 「アベコンベ」 - AbekonbeNobita eroe involontario 「のび太の知らないのび太」 - Nobita no shiranai Nobita | 28 maggio 2010    | 2 ottobre 2017                 |
| 179 | Doraemon mostra a Nobita una speciale freccia capace di tramutare persone e cose nel loro opposto e il ragazzo ne approfitta per fare scherzi, tuttavia colpisce involontariamente Doraemon e causa in lui un malfunzionamento; quest'ultimo inizia così a girare per la città colpendo varie persone con il chiusky e causando numerosi problemi. Nobita riesce però a riprendere il controllo della situazione e a riportare tutto alla normalità.Tamako, che deve uscire per una commissione, ordina a Doraemon e Nobita di rimanere in casa per fare la guardia: il loro quartiere è stato infatti preso di mira da un ladro. Tuttavia, Shizuka invita i due a casa propria; grazie ad un chiusky, Doraemon crea una copia tridimensionale di Nobita, che lascia a fare la guardia. Mentre i due sono da Shizuka, il vento fa però vagare per la città la copia: essa evita che il signor Kaminari subisca un grave incidente, aiuta un poliziotto ad arrestare il ladro e salva un bambino dall'annegamento. Quando la madre torna a casa e non trova nessuno è furiosa, tuttavia i numerosi complimenti fatti a Nobita eviteranno che Tamako lo rimproveri. |                   |                                |
| 180 | La fuga di Cenerentola 「シンデレラはどこいった？」 - Shinderera wa doko itta? | 4 giugno 2010     | 3 ottobre 2017                 |
| 180 | Mentre Doraemon svuota il suo gattopone, Nobita nota un interessante chiusky per entrare nel mondo delle fiabe e lo sottrae, per poterlo provare con Shizuka. Quest'ultima decide di entrare nella storia di Cenerentola, tuttavia a causa di un inconveniente quest'ultima entra nel varco spazio-temporale aperto dal chiusky e finisce nel mondo reale. Doraemon, Nobita e Shizuka iniziano così a cercare la ragazza, per scoprire infine che un produttore televisivo l'aveva notata e ingaggiata per diventare una stella del cinema. Nel frattempo il principe azzurro, con il suo fidato granduca, decide di entrare anche lui nel varco per trovare Cenerentola; intanto, il granduca fa provare la scarpa a varie persone tra cui Jaiko, il cui piede calza a pennello e la quale crede che si tratti di un film. Sebbene non sia molto convinto, il principe è costretto a sposarla; poco prima della dichiarazione di matrimonio Cenerentola - convinta dal gruppo dei cinque amici - ritorna nel mondo delle fiabe e dichiara il suo amore al principe: i due vivono così felici e contenti. |                   |                                |
| 181 | Il nonno in sogno 「夢まくらのおじいさん」 - Yume makura no ojiisan | 11 giugno 2010    | 4 ottobre 2017                 |
| 181 | Il nonno di Nobita appare in sogno a Nobisuke, rimproverandolo per il comportamento bonario che ha nei confronti del figlio. Preoccupato per il mutamento di carattere del padre, Nobita torna con Doraemon nel passato per incontrare il nonno; scopre così che Nobisuke veniva trattato in maniera estremamente severa e che non riceveva mai dimostrazioni d'affetto dal padre. Quando, dopo un combattimento con il bullo Tadashi, Nobisuke perde la sua spada di bambù e una scarpa, decide di non ritornare a casa; suo padre, preoccupato, si mette a cercarlo premurosamente, mostrando di volere in verità molto bene al figlio. Infine, Nobita e Doraemon parlano con il nonno per rimediare al sogno, lo conducono nel futuro e gli fanno dire che è necessario educare i figli tramite la gentilezza. |                   |                                |
| 182 | Amici del cuore 「ぼく、骨川ドラえもん」 - Boku, hone gawa DoraemonUn aspirapolvere da Formula Uno 「ドライブは掃除機にのって」 - Doraibu wa sōjiki ni notte | 2 luglio 2010     | 5 ottobre 2017                 |
| 182 | Suneo invita a casa sua Doraemon e gli offre numerosi dorayaki, con lo scopo di "corromperlo" e di farlo diventare il suo amico del cuore; il gatto robot, indignato, rifiuta. Suneo si reca allora da lui chiedendogli un chiusky per avere un vero amico; gli viene dato il cuore dell'amicizia con telecomando, composto da un piccolo cuore che - quando viene attaccato a qualcuno - riesce a modificare i suoi pensieri. Il ragazzo usa il chiusky per controllare Doraemon, tuttavia a causa di vari inconvenienti il telecomando si danneggia: riacquistata la lucidità, il gatto robot fugge e si reca da Nobita. Trovato il cuore, i due ritorcono l'azione contro Suneo e, felici, discutono della loro grande amicizia.Suneo mostra a Nobita, Shizuka e Gian l'auto di lusso di suo cugino Sunekichi e invita tutti a provarla, tranne Nobita. Quest'ultimo si reca allora a casa per distrarsi, ma la televisione è rotta e i suoi fumetti sono stati buttati via; Doraemon usa il megafono ipnotizzatore per consolare l'amico e per fare vari scherzi a Tamako. Decidono poi di sfidare Suneo con un aspirapolvere, che trasformano in auto da corsa. Il cugino di Suneo non vuole però essere battuto dai rivali e, durante la sfida, compie varie manovre scorrette: Nobita trasforma così l'auto in un camion della spazzatura e riesce a vincere la competizione. Tuttavia l'auto di Sunekichi viene rapidamente circondata da numerose casalinghe, che vogliono depositare all'interno i loro rifiuti. |                   |                                |
| 183 | L'amo che ingrandisce 「海坊主がつれた！」 - Umibouzu ga tsureta!La casa-robot 「家がロボットになった」 - Ie ga robotto ni natta | 9 luglio 2010     | 6 ottobre 2017                 |
| 183 | Un collega di Nobisuke ama vantarsi delle sue abilità nella pesca. Nobita e Doraemon usano allora uno speciale amo per ingrandire gli oggetti: grazie a un pesciolino del loro acquario ottengono così un'impronta gigantesca. Il collega, incredulo, sfida Nobisuke; Nobita e Doraemon rimangono nascosti in acqua per cercare pesci e ingrandirli, tuttavia ogni loro tentativo risulta vano. Infine, per sbaglio, l'amo finisce su Doraemon stesso, che viene enormemente ingrandito: ciò spaventa Nobisuke e il collega, a cui sembra un mostro marino.Mentre Nobita si reca da Shizuka a fare i compiti incontra Gian, che lo obbliga a pulire casa sua mentre rimane fuori a giocare. Tramite un chiusky Doraemon trasforma l'abitazione in un robot ed essa diventa rapidamente tecnologica e pulitissima; Gian la definisce tuttavia "una catapecchia", con il conseguente risentimento di lei, che lo caccia e non gli permette di rientrare. Poiché nessuno dei suoi amici lo vuole accogliere nella propria abitazione, Gian è costretto a dormire in giardino. Quando arriva un acquazzone la casa perdona il bullo e lo fa entrare; quest'ultimo si rende così conto della bellezza del luogo in cui vive. |                   |                                |
| 184 | La torcia cambia-pelle 「からだの皮をはぐ話」 - Karada no kawa wo hagu hanashiJaiko e Dorami innamorate 「ジャイ子とドラミに恋人！？」 - Jaiko to Dorami ni koibito!? | 16 luglio 2010    | 9 ottobre 2017                 |
| 184 | Suneo si complimenta con Gian, dicendogli che è un grande pittore; il bullo decide così di costringere Shizuka a fargli da modella, ma Nobita decide di prendere il suo posto. Gian è tuttavia insoddisfatto del risultato dell'opera e incolpa Nobita, che torna a casa piangendo. Grazie alla torcia cambia-pelle, che sfrutta il principio della muta, il ragazzo ottiene una nuova pelle che in seguito gonfia: ottiene così una copia di sé stesso, che viene usata come modello da Gian. In seguito quest'ultimo scopre che Suneo aveva mentito per evitare di ascoltare uno dei suoi concerti, considerati da tutti orribili: il ragazzo se la prende così con l'amico.Doraemon e Gian notano che le loro sorelle stanno nascondendo qualcosa e Shizuka suppone ironicamente che siano innamorate. Inizialmente mandano Nobita (coperto dal mantello dell'invisibilità) a osservare la situazione, ma - sentendo le voci da dietro una porta - suppone che Dorami sia invaghita di Sunekichi, mentre Jaiko di Suneo. Infuriati, Doraemon e Gian decidono di intervenire e se la prendono con i "pretendenti". Scoprono però che in realtà i quattro stavano doppiando un cartone animato, Violetta degli arcobaleni, e che doveva essere una sorpresa. Dispiaciuti, Doraemon e Gian decidono di rimediare ri-doppiando loro stessi l'anime, tuttavia ciò avviene con pessimi risultati. |                   |                                |
| 185 | Benvenuti alla locanda stregata 「オバケ旅館へようこそ！」 - Obake ryokan he youkoso! | 30 luglio 2010    | 13 ottobre 2017                |
| 185 | Il padre di Nobita organizza per il figlio e Doraemon una vacanza in una famosa località balneare, dove si trovano anche Shizuka, Gian e Suneo. I tre alloggiano però in un albergo di lusso, mentre Nobita e Doraemon devono pernottare in un'antica locanda: essa era un tempo famosa, ma in seguito era decaduta poiché ritenuta infestata. Per controllare che non ci siano fantasmi, i due amici usano a loro volta dei fantasmi in scatola: grazie ad essi riescono anche ad attirare clienti nell'albergo e a preparare un'ottima cena. Gian e Suneo, per sbaglio, fanno uscire dal contenitore dei fantasmi (che ha la forma di un piccolo portachiavi) altri spiriti e creano il panico nella locanda; tutti fuggono, tranne un cliente, che il giorno dopo si allontana soddisfatto. Il locandiere decide allora di chiudere l'attività, tuttavia iniziano ad arrivare numerose prenotazioni: il cliente era infatti un famoso giornalista e aveva recensito il luogo come una vera "locanda stregata", rendendola meta di numerosi turisti. Doraemon e Nobita si ritengono quindi soddisfatti. |                   |                                |
| 186 | Sei grande, Nobita! 「のび太の誕生日冒険記」 - Nobita no tanjōbi bōken ki | 6 agosto 2010     | 16 ottobre 2017                |
| 186 | Sebbene sia il suo compleanno Nobita è triste, poiché Shizuka loda sempre Dekisugi; si prefigge così come obiettivo quello di farsi dire dalla ragazza: "Sei grande, Nobita!". Doraemon mostra così il gioco Porta, apriti!, nel quale Nobita dovrà superare con Shizuka varie prove per poter avere il regalo di compleanno della ragazza, racchiuso in uno scrigno; tuttavia si intrufolano anche Gian e Suneo. Durante le varie prove (trasportare una giara all'altro lato di un ponte; risolvere operazioni matematiche) Nobita non riesce così a fare bella figura. In seguito un topo crea un malfunzionamento all'interno del gioco: nella sfida finale si viene così a creare una gigantesca onda e lo scrigno contenente il regalo di Shizuka finisce sott'acqua e, anche se non sa nuotare, Nobita cerca a tutti i costi di recuperarlo. Ciò stupisce Shizuka, che pronuncia la tanto desiderata frase (tuttavia Nobita, svenuto, non la sente): i protagonisti possono così festeggiare l'amico nel banchetto/ricompensa finale. |                   |                                |
| 187 | Lo scambia parti del corpo 「みんなで体をとりかえっこ」 - Minna de karada wo torikaekkoLa cipria nuoto dappertutto 「ドンブラ粉」 - Donbura ko | 13 agosto 2010    | 17 ottobre 2017                |
| 187 | Nobita non ha ancora iniziato i suoi compiti delle vacanze e la madre lo rimprovera: pensa così che, per terminarli velocemente, avrebbe bisogno di una testa intelligente come quella di Shizuka e che sarebbe bello se riuscissero a scambiarsele. La ragazza, inizialmente riluttante, accetta: grazie ad un chiusky Doraemon scambia i loro corpi (ma, per errore, non le teste). In seguito il gatto robot vuole da Nobita le gambe di Shizuka, Suneo le mani e Gian il fisico: i cambiamenti causano però degli inconvenienti, portando tutti a litigare per riavere il proprio corpo.I vari "amici" di Nobita lo invitano in piscina, pur sapendo che lui non sa nuotare; Doraemon lo cosparge così con una speciale cipria - capace di permettere dovunque il nuoto - per farlo allenare. Il ragazzo si stanca però degli esercizi e decide di usare il chiusky per avere la sua vendetta su Gian e Suneo: questi ultimi però lo scoprono e lo costringono a nuotare per lungo tempo, facendogli infine perdere i sensi. Doraemon, Gian e Suneo intervengono allora in aiuto dell'amico: scavando una buca nel terreno lo ritrovano, poco prima che "affogasse" nella terra. |                   |                                |
| 188 | Il tesoro dell'Isola del Teschio 「ドクロ島の秘宝」 - Dokuro tō no hihō | 20 agosto 2010    | 18 ottobre 2017                |
| 188 | Nobita, Shizuka, Gian, Suneo e Dekisugi desiderano scoprire un antico tesoro, così Doraemon procura loro la mappa di un pirata che aveva il suo covo nell'Isola del Teschio. Il gruppo si reca sul luogo e in seguito si divide per fare un'autentica caccia al tesoro: Doraemon, Nobita e Shizuka sono nella prima squadra; Gian, Suneo e Dekisugi nella seconda. Quest'ultimo risolve brillantemente tutti gli enigmi presenti nella mappa, mentre la squadra di Doraemon si affida ai chiusky: infine tutti si ritrovano in una grande caverna dove è presente lo scheletro del pirata e un forziere, che si rivela però vuoto. In seguito il gruppo incontra un anziano signore - con cui Doraemon, Nobita e Shizuka avevano precedentemente parlato - il quale li informa che il tesoro era stato già scoperto dai suoi antenati (che lo avevano usato per la creazione di risaie) e che i luoghi che lo custodivano e in cui si sono recati sarebbero diventati in futuro un percorso avventura. Tutti tornano comunque a casa soddisfatti, poiché si sono veramente divertiti. |                   |                                |
| 189 | La pozione trasformati 「変身、変身、また変身」 - Henshin, henshin, mata henshinLa casa sull'Isola di Ghiaccio 「大氷山の小さな家」 - Dai hyōzan no chīsana ie | 27 agosto 2010    | 19 ottobre 2017                |
| 189 | Nobita, per sfuggire da Gian, chiede a Doraemon di avere la velocità di un cavallo e la forza di un elefante: l'amico gli procura così delle boccette contenenti una pozione che permette al corpo di trasformarsi nell'animale desiderato. Nobita cerca così di ottenere la sua vendetta su Gian, ma non ci riesce poiché il suo corpo si trasforma troppo tardi; beve allora anche il liquido di altre boccette (sebbene Doraemon gliel'avesse sconsigliato) e grazie a ciò ottiene l'effetto desiderato; in seguito perde però il controllo delle sue trasformazioni e, prima di riuscire a tornare a casa, Nobita è costretto a trasformarsi in ogni animale che intravede.A causa dell'estate particolarmente afosa Nobita non riesce a studiare e l'unico sollievo gli viene dato dal mangiare granite. Doraemon lo conduce perciò su un'Isola di Ghiaccio presente nell'Oceano Atlantico, dove gli costruisce una casa e gli permette di invitare tutti i suoi amici, per potersi divertire insieme. Nobita si sente però male per le troppe granite mangiate: il contrattempo lo costringe così a studiare durante la notte. |                   |                                |
| 190 | A cavallo del suono 「ワの字で空を行く」 - Wa no ji de sora wo ikuRicordi scomodi 「変身！ドラキュラセット」 - Henshin! Dorakyu rasetto | 10 settembre 2010 | 20 ottobre 2017                |
| 190 | Nobita, poiché arriva sempre tardi a scuola, cerca un sistema per rimediare. Per caso trova una fialetta contenente un liquido capace di solidificare i suoni della voce e, dopo vari tentativi, riesce a cavalcare una lettera. Insieme a Shizuka il ragazzo si reca così sul Monte Takao per esercitarsi e giocare, tuttavia - a causa di uno starnuto di Nobita - i due vengono catapultati in cima ad un'alta vetta. Doraemon, preoccupato, si mette alla ricerca di Nobita e lo trova: il ragazzo aveva infatti urlato numerose volte il nome di Doraemon, creando delle vere e proprie tracce.Suneo racconta una paurosa storia su Dracula a Gian, Shizuka e Nobita, tuttavia quest'ultimo scappa terrorizzato dalla stanza dimenticando le scarpe e mostrandosi di conseguenza ridicolo agli occhi dei tre. Doraemon mostra allora a Nobita un chiusky capace di trasformarlo in un pipistrello/vampiro: il ragazzo può così succhiare ed eliminare i ricordi scomodi dalle menti degli amici. Nobita decide però di usare il chiusky anche per far scordare agli altri le proprie malefatte, causando l'ira di Doraemon: dopo un "combattimento" tra i due, il gatto robot ha però la meglio e riesce a cancellare dalla memoria di Nobita il ricordo del chiusky. |                   |                                |
| 191 | Gli occhiali super 3D 「ほんもの３Ｄテレビ」 - Honmono 3D terebiIl giorno in cui tutti diventarono topi 「その日、すべてがネズミに！」 - Sono hi, subete ga nezumi ni! | 17 settembre 2010 | 23 ottobre 201724 ottobre 2017 |
| 191 | Suneo mostra il suo nuovo televisore 3D a Gian e Nobita, tuttavia non presta a quest'ultimo gli occhiali necessari per vederlo: li usa infatti per il suo gatto. Doraemon, vedendo triste Nobita, gli fa usare perciò gli occhiali super 3D: grazie ad essi le immagini saltano fuori dallo schermo, ma se vengono toccate giungono nel mondo reale. Doraemon usa il chiusky per mangiare un dorayaki, mentre Shizuka - dalla quale si erano nel frattempo recati - lo usa per avere l'autografo di un famoso cantante; infine, Suneo e Gian si accorgono della vicenda e sottraggono ai tre il chiusky. Come previsto da Doraemon, i due si ritrovano però nei guai e sono costretti a chiedergli aiuto.Dopo aver visto per l'ennesima volta un topo, Doraemon decide di superare la propria fobia usando un chiusky per eliminare tale animale. Per sbaglio digita però la richiesta in modo errato e il chiusky inizia a trasformare ogni persona in un topo. Ordina così nel futuro un dischetto per resettarne il sistema, tuttavia il pacco è ritirato da Nobita: Doraemon è quindi costretto a cercare l'amico e ad affrontare le proprie paure. I due riescono infine ad annullare l'effetto del chiusky, facendo tornare tutto come era prima. |                   |                                |
| 192 | Il mondo dei dolci 「迷宮お菓子ランド」 - Meikyū okashi rando | 15 ottobre 2010   | 24 ottobre 2017                |
| 192 | Nobita e Doraemon si accorgono che tutti i loro dolci sono spariti; in seguito si recano con Gian e Suneo da Shizuka per mangiare una torta, tuttavia essa viene improvvisamente attratta da un buco nero. Gian la afferra, ma viene a sua volta risucchiato: si ritrova così in un vero e proprio "mondo dei dolci" (insieme ai restanti amici, che avevano cercato di aiutarlo). Mentre il gruppo cerca delle risposte è improvvisamente aggredito da alcuni dolci; in seguito, arrivato alla torre di controllo del luogo, scopre che il creatore del mondo, un ragazzo con la passione dei dolciumi pieno di carie, aveva intenzione di radunare là più dolci possibili. In seguito i ragazzi lo fanno pentire delle sue azioni e riescono a riportare la situazione alla normalità. |                   |                                |
| 193 | Un cagnolino per Nobita 「子犬イチの国〜キズナ編〜」 - Koinu ichi no kuni ~kizuna hen~ | 22 ottobre 2010   | 25 ottobre 2017                |
| 193 | Nobita trova un cane randagio, che chiama One; si affeziona così ad esso e decide di occuparsene. In seguito adotta anche un gattino con il quale One aveva fatto amicizia, tuttavia la madre, venuta a conoscenza di ciò e seppur a malincuore, non permette a Nobita di tenerli. Doraemon decide così di portare i due animali in montagna, ma scopre che là sono stati abbandonati molti altri cani e gatti; per evitare che gli animali, non trovando cibo, siano costretti ad affrontare pericoli nei centri abitati, decide di portarli tutti indietro nel tempo. Grazie al raggio dell'evoluzione accresce inoltre l'intelligenza di One, che diventa la guida del gruppo; per un effetto collaterale, il cane si dimentica però di Doraemon e Nobita. In seguito i due decidono di tornare per controllare la situazione: scoprono così che c'è stata una gigantesca estinzione di massa, avvenuta nel periodo Permiano e cercano di avvisare One. Tuttavia, nel frattempo, l'intera società di cani e gatti si è notevolmente evoluta. |                   |                                |
| 194 | Indietro nel tempo 「子犬イチの国〜キボウ編〜」 - Koinu ichi no kuni ~kibō hen~ | 29 ottobre 2010   | 30 ottobre 2017                |
| 194 | Nobita e Doraemon, tornati indietro nel tempo, cercano di avvisare la popolazione dell'imminente pericolo, tuttavia i cani e i gatti evoluti li temono molto; in seguito riescono a parlare con One, divenuto Presidente, il quale non si ricorda però di loro. Mentre Doraemon e Nobita sono conseguentemente arrestati e condotti in prigione, al ragazzo cade il collare di One, che fa riaffiorare alla memoria del cane i bei momenti vissuti e che lo porta a convincere tutti i suoi concittadini sulla necessità di un'emigrazione verso un pianeta nello spazio, possibile grazie ai chiusky di Doraemon. Dopo le prime perplessità e diffidenze vari animali si ricordano dell'affetto che gli umani avevano donato loro e decidono di partire; in seguito Nobita e Doraemon scoprono che l'operazione ha avuto successo e questo li rende felici. |                   |                                |
| 195 | Il centro benessere 「しずかちゃんと温泉へ行こう」 - Shizuka chan to onsen he ikouUna mamma per Doraemon 「ドラえもんだってママがほしい」 - Doraemon datte mama ga hoshii | 12 novembre 2010  | 31 ottobre 2017                |
| 195 | Suneo racconta di quanto sia meraviglioso stare in un centro benessere; esso è anche un grande desiderio di Shizuka, così Nobita e Doraemon cercano di renderla felice. Grazie a delle speciali pale i due creano prima una sorgente nel parco abbandonato e poi un'altra sulla collina dietro la scuola, dove tuttavia Shizuka non riesce a trovare intimità. Decidono allora di mettere in tazzine l'acqua dalle principali sorgenti termali e di rimpicciolirsi: a causa di un imprevisto Nobita rovina però l'atmosfera che si era venuta a creare.La madre di Nobita è costretta ad allontanarsi da casa, così Doraemon decide di usare un gigantesco uovo nel quale si trova una mamma-chioccia che accudirà come un figlio per otto ore la prima persona che vedrà; per errore, la chioccia vede Doraemon. Quest'ultimo non apprezza però le sue eccessive premure, che spesso lo mettono in imbarazzo. Quando il tempo dell'animale sta per scadere Doraemon si rende conto del suo comportamento e, commosso, le chiede scusa. |                   |                                |
| 196 | Il campione del mondo di ripiglino 「あやとり世界の王様に」 - Ayatori sekai no ōsama ni | 19 novembre 2010  | 1º novembre 2017               |
| 196 | Poiché nessuno apprezza l'abilità di Nobita nel ripiglino, il ragazzo decide di usare l'esaudifono portatile per rendere le persone interessate a tale gioco. In breve Nobita diventa sia celebre che molto ricco e si assicura un promettente futuro, tuttavia Doraemon non apprezza affatto tutto ciò. Infatti, essendo un gatto-robot, il vedere uno spago risveglia in lui l'istinto felino e lo trasforma in un vero e proprio gatto. Stufo della situazione Doraemon decide di annullare l'effetto del chiusky, rendendo però l'hobby di Nobita nuovamente inapprezzato. |                   |                                |
| 197 | La zuppa spaventosa 「恐怖のジャイ子カレー」 - Kyōfu no Jaiko karēLa castagna avanti e indietro 「上げ下げくりであとまわし」 - Agesage kuri de ato mawashi | 3 dicembre 2010   | 2 novembre 2017                |
| 197 | Gian decide di organizzare un'escursione per far assaggiare agli amici la zuppa al curry di sua sorella Jaiko; tuttavia, sapendo che il bullo è assolutamente negato in cucina, essi sono riluttanti. Arrivati nel luogo stabilito, Doraemon cerca di migliorare la zuppa con chiusky, ma invano: lui, Nobita e Shizuka devono quindi mangiarla. Contrariamente alle loro aspettative, il piatto si rivela deliziosa e anche un famoso critico che passava di là lo elogia, tanto da invogliare Suneo - che aveva finto un mal di pancia - a chiedere di assaggiarla. Tuttavia Gian, ritenendo che alla zuppa mancasse qualcosa, aggiunge ingredienti che la rovinano: Suneo è così costretto a mangiare un piatto disgustoso.Nobita non vuole andare a scuola, poiché si è dimenticato di fare i compiti; Doraemon gli presta allora la castagna avanti e indietro, la quale permette di anticipare o posticipare un evento (ma solo per una volta). Il ragazzo usa però il chiusky nel modo errato e viene così morso da un cane, colpito da una palla e picchiato da Gian; inoltre si ritrova la sera stessa senza aver terminato i propri compiti. Rimproverato da Doraemon, il ragazzo usa la castagna per "ripetere il domani", così da avere tutto il tempo per organizzarsi. |                   |                                |
| 198 | Il ballo delle rape giganti 「のび太のだいこん大決戦」 - Nobita no daikon dai kessen | 10 dicembre 2010  | 3 novembre 2017                |
| 198 | Doraemon mostra a Nobita un chiusky con il quale si possono modificare gli elementi genetici di piante e animali; il ragazzo decide quindi di usarlo per organizzare un grande ballo al quale invita Shizuka. Tra le piante modificate Nobita crea anche delle rape che riescono a muoversi da sole, tuttavia, quando la madre di Nobita cerca di afferrarne una per cucinarla, esse fuggono e rapiscono Shizuka. Dopo vari tentativi Doraemon, Nobita, Gian e Suneo (accorsi anch'essi in aiuto dell'amica) capiscono che le rape hanno paura delle grattugie e grazie a ciò liberano Shizuka; scoprono inoltre che le rape avevano agito così poiché non volevano che la ragazza fosse cucinata, reputandola una di loro (le sue gambe avevano infatti la forma di due rape). La situazione viene così riportata alla normalità e le rape tornano ad essere inanimate. |                   |                                |

## Speciali
Gli episodi speciali di Doraemon vengono trasmessi in Giappone in occasione di eventi o ricorrenze particolari; sono inediti in Italia, fatta eccezione per l'episodio S35, che è stato trasmesso in prima TV su Boomerang il 31 dicembre 2024.
| Nº  | Giapponese 「Kanji」 - Rōmaji - Traduzione letterale | In onda          | In onda          |
| Nº  | Giapponese 「Kanji」 - Rōmaji - Traduzione letterale | Giapponese       | Italiano         |
| S31 | 「のび太の人魚伝説」 - Nobita no ningyo densetsu – "La leggenda della sirena di Nobita" | 5 marzo 2010     | inedito          |
| S32 | 「町内突破大作戦」 - Chōnai toppa dai sakusen – "La grande fuga di Nobita" | 19 marzo 2010    | inedito          |
| S33 | 「ジャイアンが１０００人！？」 - Jaian ga 1000 nin!? – "L'invasione dei cloni di Gian" | 25 giugno 2010   | inedito          |
| S34 | 「決戦！ネコ型ロボットvsイヌ型ロボット」 - Kessen ! Nekogata robotto vs inugata robotto – "Doraemon contro i cani-robot!" | 3 settembre 2010 | inedito          |
| S35 | Il ladro di regali 「聖夜のドロボーサンタクロース」 - Seiya no dorobō santa kurōsu | 17 dicembre 2010 | 31 dicembre 2024 |
| S35 | È il 24 dicembre 2009, ovvero Natale, e Nobita e i suoi amici preparano l'albero di Natale per l'arrivo di Babbo Natale. Nel frattempo, Dorami trova un bambolotto rovinato e decide di cercarne la legittima proprietaria. Fortunatamente, con l'aiuto di Nobita, trovano la casa della ragazza, ma lei si rifiuta di prenderlo perché il giorno dopo riceverà una bambola nuova. Tuttavia, la gattina-robot decide di trasformare il bambolotto in un giocattolo animato. Una volta animata, la bambola si sente triste perché pensa che la sua migliore amica trascorrerà il Natale senza di lei. Il giorno dopo, Nobita scopre che Babbo Natale non ha portato un regalo vicino al suo letto e, con l'aiuto di Doraemon e Dorami, cerca di scoprire chi è il ladro. Infatti, scoprono che è stato Babbo Natale animatronico: lo ha fatto perché ci sono un sacco di ragazzi che sostituiscono i loro vecchi giocattoli con nuovi giocattoli. Grazie alla pozione Bei Ricordi, Nobita, Dorami e Doraemon la spruzzano sui loro amici e anche sulla ragazza. Infatti, lei trova la sua vecchia bambola fuori casa e la perdona. |                  |                  |